# Спрингер, Аарон
Аарон Пол Спрингер (англ. Aaron Paul Springer) — американский аниматор, режиссёр, сценарист и художник раскадровки. Более известен по работе над мультсериалами «Губка Боб Квадратные Штаны», «Микки Маус», «Самурай Джек»; является создателем мультсериала «Супер-пуперское подземное лето Билли Дилли».

## Биография и карьера
Аарон Спрингер родился 5 сентября 1973 года в Сан-Диего, штат Калифорния, США. Окончил Калифорнийский институт искусств.
После окончания института Спрингер начал работу в «Spümcø». Спрингер в начале своей карьеры работал над мультсериалами «Кряк-Бряк», «Ох уж эти детки!», «Губка Боб Квадратные Штаны» и «Самурай Джек». Попутно Аарон создавал пилотные выпуски своих проектов для «Cartoon Network Studios», большинство из которых не были воплощены как полноценные мультсериалы, но при этом развивали культовые следования. Из одобренных был пилотный выпуск «Коргот-Варвар», но производство мультсериала так и не было начато из-за производственных затрат (2006 год).
После «Губки Боба» Спрингер начал работу в «Disney Television Animation» в качестве режиссёра в «Гравити Фолз», сценариста и раскадровщика «Микки Мауса». Также для «Disney» Спрингер создал мультсериал «Супер-пуперское подземное лето Билли Дилли», который был анонсирован в 2014 году, а после вышел в эфир в 2017 году. Позже принял участие в роли главного раскадровщика фильма «Губка Боб в бегах».
В настоящее время работает в «Warner Bros. Animation».

## Фильмография

### Телевидение
| Годы      | Название                                   | Примечания                                                                                          |
| --------- | ------------------------------------------ | --------------------------------------------------------------------------------------------------- |
| 1996      | Кряк-Бряк                                  | Художник раскадровки                                                                                |
| 1997      | Björk: I Miss You                          | Аниматор Художник раскадровки                                                                       |
| 1997—1998 | The Goddamn George Liquor Program          | Аниматор Художник раскадровки                                                                       |
| 1998—2000 | Histeria!                                  | Художник раскадровки                                                                                |
| 1999—2001 | Ох уж эти детки!                           | Аниматор Арт-директор Моделист Концепт-художник Дополнительный концепт-дизайнер                     |
| 1999—2012 | Губка Боб Квадратные Штаны                 | Сценарист (1999—2012) Художник раскадровки (1999—2012) Режиссёр (1999—2001) Автор песен (2002—2011) |
| 2002—2003 | Самурай Джек                               | Сценарист Художник раскадровки                                                                      |
| 2003      | Лаборатория Декстера                       | Сценарист Художник раскадровки                                                                      |
| 2004      | Periwinkle Around the World                | Создатель Режиссёр Художник раскадровки Оформитель                                                  |
| 2005—2007 | Ужасные приключения Билли и Мэнди          | Сценарист Художник раскадровки                                                                      |
| 2006      | Коргот-Варвар                              | Создатель Режиссёр Сценарист Художник раскадровки Дизайнер персонажей Исполнительный продюсер       |
| 2009      | Baloobaloob's Fun Park                     | Создатель Режиссёр Художник раскадровки                                                             |
| 2012-2013 | Гравити Фолз                               | Режиссёр                                                                                            |
| 2013-2015 | Микки Маус                                 | Режиссёр Сценарист Художник раскадровки                                                             |
| 2014      | С приветом по планетам                     | Режиссёр Сценарист Художник раскадровки                                                             |
| 2017      | Супер-пуперское подземное лето Билли Дилли | Создатель Сценарист Художник раскадровки Исполнительный продюсер                                    |

### Фильмы
| Годы | Название                   | Примечания                                                                    |
| ---- | -------------------------- | ----------------------------------------------------------------------------- |
| 1997 | Коты не танцуют            | Художник-стажёр                                                               |
| 2004 | Губка Боб Квадратные Штаны | Сценарист Художник раскадровки Концептуальный дизайнер персонажей Автор песен |
| 2020 | Губка Боб в бегах          | Главный раскадровщик                                                          |

### Актёр
- 2001: Губка Боб Квадратные Штаны — Барабанщик
- 2004: Губка Боб Квадратные Штаны — Смеющийся пузырь (озвучивание)
- 2013—2014: Микки Маус — Дополнительные роли (озвучивание)
- 2014: С приветом по планетам — Дополнительные роли (озвучивание)
- 2017: Супер-пуперское подземное лето Билли Дилли — Билли Дилли, дополнительные роли (озвучивание)